# Oleg Alexandrowitsch Bannych
Oleg Alexandrowitsch Bannych (russisch Олег Александрович Банных; * 27. September 1931 in Rykowo im Donbass) ist ein russischer Materialwissenschaftler und Hochschullehrer.

## Leben
Bannych ging ab 1939 in Magnitogorsk zur Schule, wo sein Vater Alexander Michailowitsch Bannych (1899–1964) als Metallurg und Hauptingenieur für die Kokerei- und Hochofenproduktion im Magnitogorsker Hüttenkombinat arbeitete, nachdem er nach dem Studium am Leningrader Polytechnischen Institut (Abschluss 1926) im Jenakijewer Hüttenwerk Hochofenchef gewesen war.
Oleg Bannych studierte 1950–1955 am Magnitogorsker Nossow-Institut für Montanwissenschaften und Metallurgie, an dem sein Vater den Lehrstuhl für Gusseisenmetallurgie leitete. Er spezialisierte sich auf Materialwissenschaft und Wärmebehandlung. Seine Diplomarbeit fertigte er im SIL-Zentrallaboratorium an und schloss das Studium als Ingenieur-Metallurg mit Auszeichnung ab. Es folgte die dreijährige Aspirantur im Moskauer Baikow-Institut für Metallurgie und Materialkunde der Akademie der Wissenschaften der UdSSR (AN-SSSR) bei N. T. Gudzow und I. A. Oding. 1959 wurde Bannych mit seiner Kandidat-Dissertation über die Einflüsse des Legierens auf die Warmfestigkeit perlitischer Stähle zum Kandidaten der technischen Wissenschaften promoviert. Er blieb am Baikow-Institut als wissenschaftlicher Mitarbeiter. 1960 war er ein halbes Jahr lang Gastwissenschaftler im Stockholmer Institut für Metallforschung. Bannych wurde bekannt durch seine grundlegenden physikalisch-chemischen Legierungsuntersuchungen und die Entwicklung neuartiger Stähle für besondere Anforderungen. Dazu gehörten insbesondere warmfeste Chrom-Mangan-Stähle mit Aluminium.
1964 wurde Bannych im Baikow-Institut Leiter des Laboratoriums Nr. 7 für Baustähle und Legierungen als Nachfolger von M. W. Pridanzew. Ein neues Arbeitsgebiet waren Stähle für Arbeiten bei niedrigen Temperaturen. 1971 wurde er mit seiner Doktor-Dissertation über sparsam mit Nickel legierte warmfeste und hitzebeständige austenitische Stähle zum Doktor der technischen Wissenschaften promoviert. 1973 wurde er Professor und wissenschaftlicher Direktorstellvertreter des Baikow-Instituts. 1980 erschien das Buch über die dispersionsgehärteten nichtmagnetischen Stählen mit Vanadium. Unverzichtbar für Stahlentwicklungen war die Sammlung der vielkomponentigen Eisen-Phasendiagramme. Seine Mitarbeiterin Kira Borissowna Powarowa erhielt 1996 den Anossow-Preis der RAN für theoretische Arbeiten zu Legierungen auf der Basis intermetallischer Verbindungen zusammen mit Alexander Anatoljewitsch Iljin und Jewgeni Nikolajewitsch Kablow.
1987 wurde Bannych Korrespondierendes Mitglied der AN-SSSR für die Fachrichtung Chemie und Technologie der Konstruktionswerkstoffe. Mit einer Delegation des Baikow-Instituts besuchte er 1990 das Max-Planck-Institut für Eisenforschung in Düsseldorf.  1992 wurde er Wirkliches Mitglied der Russischen Akademie der Wissenschaften (RAN) für Physikalische Chemie und Technologie der anorganischen Materialien. Veröffentlicht wurde nun auch in deutschen und internationalen Fachzeitschriften, insbesondere über die neuen Entwicklungen der hochstickstoffhaltigen Stähle. Seit 2002 leitet er zusätzlich den Lehrstuhl für hochfeste Werkstoffe am Moskauer Technologischen Institut für Luftfahrt (MATI, Russische Technologische Ziolkowski-Universität).

## Ehrungen
- Preis Land und Naturwissenschaften der Bulgarischen Akademie der Wissenschaften und der Universität Sofia (1981) für die Entwicklung hochstickstoffhaltiger Stähle
- Präsidentschaft der Internationalen Gesellschaft für Werkstoffwärmebehandlungen (1984–1986)
- Staatspreis der UdSSR (1989) für Arbeiten zu hochfesten nichtmagnetischen Stählen
- Preis des Ministerrats der UdSSR (1989) für die Entwicklung neuer Wärmebehandlungsmethoden für die Transport- und Landwirtschaftstechnik
- Goldene Tschernow-Medaille der RAN (1991) für die Arbeit zur Struktur, Phasenverteilung und den physikalisch-mechanischen Eigenschaften martensitischer und austenitischer Stähle mit überhöhtem Stickstoffgehalt
- Ehrenzeichen der Sowjetunion
- Wissenschaftspreis der Russischen Föderation (2000) für die Erarbeitung der wissenschaftlichen Grundlagen für die Entwicklung einer neuen Generation von Stählen und Legierungen für den Einsatz unter extremen Bedingungen und ihre Verarbeitungstechnik
- Technik-Preis der Regierung der Russischen Föderation (2000) für die Entwicklung von Legierungen und einer ressourcenschonenden Technologie für die Herstellung von Gussmagneten mit hohen Energieparametern
- Ehrendoktor des MATI (2002)
- Technik-Preis der Regierung der Russischen Föderation (2007) für die Erarbeitung der wissenschaftlichen Grundlagen für die Entwicklung ressourcenschonender hochkorrosionsbeständiger kryogener Baustähle für kritische Anwendungen